# Ken Curtis
Curtis Wain Gates (Lamar, 2 juli 1916 - Fresno, 28 april 1991) was een Amerikaanse zanger en acteur, die vooral bekendheid kreeg door zijn rol van Festus Hagen in de serie Gunsmoke.
Curtis groeide op in Las Animas, Colorado, een plaatsje waar zijn vader sheriff was. Het gezin woonde boven de gevangeniscellen, moeder kookte voor de gevangenen.
Curtis begon zijn carrière als zanger. Hij zong begin jaren veertig bij het orkest van Tommy Dorsey, hoewel onduidelijk is wanneer en hoelang. In die jaren was Frank Sinatra de ster van het orkest. Van 1949 tot 1953 was hij lid van de zingende cowboygroep Sons of the Pioneers, een groep die nog steeds actief is. Hij trad met de groep op in films van de zingende cowboys Roy Rogers (ex-Sons of the Pioneers) en Gene Autry. Ook zong de groep de liedjes voor de film 'Rio Grande', een rolprent van regisseur John Ford, die de schoonvader van Curtis was. Curtis was van 1952 tot 1964 getrouwd met Barbara Ford. Curtis acteerde in verschillende films van Ford, waarin John Wayne de hoofdrol had, zoals The Searchers (1956), The Wings of Eagles (1957), The Horse Soldiers (1959) The Alamo (1957) en How The West Was Won (1962). Ook speelde hij in Forda comedie Mister Roberts (1955). In de jaren vijftig produceerde Curtis twee low-budget monsterfilms: The Killer Shrews (1959) en The Giant Gila Monster (1959), die beiden worden beschouwd als cult-klassiekers.
In Nederland werd Curtis vooral bekend door zijn rol van Festus, de mopperende, shabby, ongeletterde hulp-sheriff in de televisieserie Gunsmoke. Hij was niet de enige deputy die in de twintig jaar dat de serie liep (1955-1975, 635 afleveringen) de hulp van sheriff Marshall Dillon was, maar hij was dat wel het langst: van 1964 tot 1975, 239 afleveringen. Hij was ook de meest kleurrijke. Op een gegeven moment trok hij met een western stage-show door het land als er niet gefilmd werd. Hij bleef dit enkele jaren doen na Gunsmoke was stopgezet.
Curtis speelde ook in andere televisieseries, als gastacteur: onder meer in Perry Mason, Rawhide, Ripcord, Seahunt, Petrocelli, Vega$ en Airwolf. Curtis' laatste rol was in de televisieproductie Conagher (1991).
Ken Curtis werd in 1981 in de Western Performers Hall of Fame in het National Cowboy & Western Heritage Museum in Oklahoma City opgenomen.

## Films
- Rio Grande - Donnelly - Regimental Singer (uncredited) (1950)
- The Quiet Man - Dermot Fahy (uncredited) (1952)
- The Searchers - Charlie McCorry (1956)
- The Wings of Eagles - John Dale Price (1957)
- Escort West - Trooper Burch (1958)
- The Horse Soldiers - Cpl. Wilkie (1959)
- The Killer Shrews - Jerry Farrell (1959)
- The Alamo - Capt. Almeron Dickinson (1960)
- Two Rode West - Greeley Clegg (1961)
- How the West Was Won - Cpl. Ben (uncredited) (1962)
- Cheyenne Autumn - Joe (1964)
- Robin Hood - Nutsy - A Vulture (voice) (1973)
- Conagher - TV movie - Seaborn Tay, Cattle Rancher (1991)

- Bibsys: 90786508
- Bibliothèque nationale de France: cb14167817r (data)
- Gemeinsame Normdatei: 1022204912
- International Standard Name Identifier: 0000 0000 4083 895X
- Library of Congress Control Number: n91104951
- MusicBrainz: 8d54e7bb-3edb-452c-a4ea-6e57cbbdcb22
- SNAC: w67q2r03
- Virtual International Authority File: 34666809
- WorldCat: E39PBJyxdBcGDWtvpVcjYJ8wG3